# Skiatook
Skiatook – miasto w Stanach Zjednoczonych, w stanie Oklahoma, w hrabstwie Osage.